# Catacantha
Catacantha is een geslacht van vlinders van de familie nachtpauwogen (Saturniidae), uit de onderfamilie Hemileucinae.

## Soorten
- C. ferruginea (Draudt, 1929)
- C. latifasciata Bouvier, 1930
- C. obliqua Bouvier, 1930
- C. oculata (Schaus, 1921)
- C. stramentalis (Draudt, 1929)